# ペキンパー
ペキンパーは、日本の季刊誌。DVD-BOOK。編集はオルタナ・パブリッシング。発行元はローランズフィルム。編集発行人は川保天骨。
雑誌名の由来は映画監督のサム・ペキンパー。

## 雑誌の特徴
ドゥームロック、ヘビーメタル、パンク、バイオレンス・ホラー、カンフー映画、サイケデリック、ドラッグ、格闘技など他の雑誌では取り上げられにくいアンダーグラウンド・カルチャーを掘り下げている。

## 雑誌の歴史
- 2010年12月、第1号創刊。キャッチコピーは「現代野獣派ダンディズムの爆裂ブルータル・マガジン」。表紙はモーターヘッドのレミー・キルミスター。
『極悪レミー』の公開で当時注目の集まっていたモーターヘッドを特集。ディスコグラフィー、レミーとトム・アラヤ（スレイヤー）との対談等を収録。他にはセルティック・フロストのトム・G・ウォリアー、ナパーム・デスのシェーン・エンバリーのインタビュー等。DVDには各インタビューの映像、ペキンパー特選バンドのライブ映像等を収録。
- 2011年12月、第2号発売。キャッチコピーは「最凶最悪のダンディズム追求！！爆裂ブルータルマガジン」。表紙は真樹日佐夫。
真樹日佐夫を特集。収録されたインタビューは真樹の生前最後のインタビューである。他にはSighのDr. Mikannibal、俳優の山本竜二、エストニアのドゥームロック・バンドTALBOT、映画監督のスパイシー・マックへのインタビュー等。DVDには真樹日佐夫、山本竜二のインタビュー、川嶋未来(Sigh)の火吹き講座、ペキンパー特選バンドのライブ映像等。
- 2012年12月、第3号発売。キャッチコピーは「完全肉食系ダンディズムの墓場！全日本不良化推進マガジン！」表紙は横浜銀蝿の嵐ヨシユキ。
横浜銀蝿を特集。嵐ヨシユキのインタビュー、ディスコグラフィーを収録。Dr. Mikannibal、格闘技団体野蛮一族、遠藤ミチロウのインタビューを収録。DVDには嵐ヨシユキのインタビュー、ロシアトランス紀行、遠藤ミチロウ、Dr. Mikannibal、野蛮一族、渡辺昭司の映像収録。
- 2013年10月、第4号発売。キャッチコピーは「何でもいいからブチ壊せ！爆走するバニシングマガジン」。表紙は遠藤ミチロウ。
日本のパンクを特集。遠藤ミチロウ、HIKAGE（スタークラブ）、中川敬（ソウル・フラワー・ユニオン）、イマイアキノブ（FRICTION、ROSSO、The Birthday、Midnight Bankrobbers）、ヒロシ（ZIGZAG）のインタビュー、日本のグラインド・コア特集『グラインドが来たぞ！』、映画監督フェルナンド・アラバールの論評、AV監督バクシーシ山下のインタビュー等を収録。DVDには遠藤ミチロウ、ソウル・フラワー・ユニオン、STANCE PUNKS、ZIGZAG、CORBATA、O.G.D等の映像を収録。

## 編集部
- 川保天骨
- 加藤喜三郎

## 外部ライター
- 山崎智之
- 川嶋未来 (Sigh)
- 桂歌蔵
- 中野貴雄
- 鶴岡法斎
- 杉作J太郎
- 倉田真琴
- 小梶康人